# Kuhn, Loeb & Co
La Kuhn, Loeb & Co était une banque d'investissement fondée en 1867 par Abraham Kuhn et Solomon Loeb aux États-Unis.

## Historique

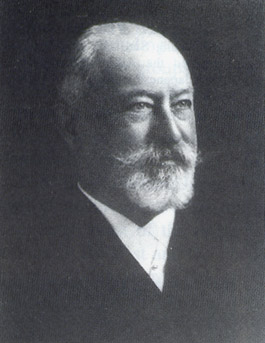
Jacob Schiff.

Son directeur, Jacob Schiff, fit rapidement de la Kuhn Loeb and Co une des banques les plus influentes dans l'économie des États-Unis dès la fin du XIXe siècle. Puis la Kuhn Loeb and Co s'inscrivit comme un acteur majeur du financement de l'essor américain du début du XXe siècle, avec par exemple sa participation au développement des compagnies de chemins de fer, comme Western Union et Westinghouse. Ce faisant elle était devenue le principal concurrent de la célèbre J.P. Morgan & Co.
Après la mort de Jacob Schiff en 1920, la banque fut reprise par Otto Kahn et Félix Warburg. Après 1945, toutefois, les méthodes traditionnelles de la Kunh Loeb & Co se montrèrent inadéquates dans le contexte de mutation industrielle de l'après Seconde Guerre mondiale. Le positionnement du groupe sur son marché s'avéra lourd de conséquences. En 1977, la Kunh Loeb and Co fusionna avec Lehman Brothers pour former la Lehman Brothers Kuhn Loeb Incorporated, elle-même rachetée en 1984 par American Express qui baptisa cette filiale la Shearson Lehman, abandonnant les marques Loeb et Kuhn.

## Partenaires généraux de la banque
- Abraham Kuhn (1867-1887)
- Solomon Loeb^ (1867-1899)
- Samuel Wolff (1867-1872)
- Samuel Kuhn (1868-1869)
- Jacob Netter (1867-1869)
- Jacob H. Schiff^ (1875-1920)
- Abraham Wolff (1875-1900)
- Michael Gernsheim (1875-1881)
- Lewis S. Wolff (1884-1891)
- James Loeb (1894-1901)
- Louis A. Heinsheimer (1894-1909)
- Felix M. Warburg (1897-1937)
- Otto H. Kahn^ (1897-1934)
- Mortimer L. Schiff (1900-1931)
- Paul M. Warburg (1903-1914)
- Jerome J. Hanauer** (1912-1932)
- Gordon Leith (London) (1927-1930)
- George W. Bovenizer (1929-1961)
- Lewis L. Strauss (1929-1946)
- Sir William Wiseman, Bart. (1929-1960)
- John M. Schiff^ (1931 - ?)
- Frederick M. Warburg (1931 - ?)
- Gilbert W. Kahn (1931 - ?)
- Benjamin J. Buttenwieser (1932-1949)
- Hugh Knowlton (1932 - ?)
- Elisha Walker (1933-1950)
- Percy M. Stewart (1941 - ?)
- Robert F. Brown (1941 - ?)
- Robert E. Walker (1949-1958)
- J. Emerson Thors (1949 - ?)
- J. Richardson Dilworth (1952-1958)
- Jonas C. Andersen (1955-1956)
- Sir Siegmund G. Warburg (London) (1956-1964)
- David T. Miralia (1957 - ?)
- Kenneth N. Hall (1956 - ?)
- Henry Necarsulmer (1956-1977)
- Charles J. Ely (1956 - ?)
- Bernard Einhorn (1965-1967)
- Nathaniel Samuels^ (1955 - 1974)
- Morris H. Wright
- John M. Leonard
- Alvin E. Friedman (1962 - ?)
- John S. Guest (1962 - ?)
- Jerome S. Katzin (1962-1977)
- John T. Monzani (1962-?)
- H. Spottswood White (1962-?)
- Thomas E. Dewey Jr. (1966-1975)
- Andre Istel (1964-1966)
- Harvey M. Krueger^ (1965-1977)
- Anthony M. Lund
- William H. Todd
- Yves-Andres Istel (1966 - ?)
- John K. Libby (1967 - 1977)
- James H. Manges (1967 - ?)
- David T. Schiff (1967 - ?)
- Sydney S. Netreba (1968 - ?)
- Sidney J. Sauerhaft (1968 - ?)
- Joseph F. Schwartz (1968 - ?)
- John Barry Ryan III (1969 -)
- Edgar R. Koerner (1969 - ?)
- Archie E. Albright (1969 - ?)
- Mark C. Feer (1969 - 1977)
- W. Richard Bingham (1970 - ?)
- James A. Favia (1970 - ?)
- William M. Kearns Jr. (1970 - ?)
- Norman W. Stewart (1970 - ?)
- Clifford W. Michel (1972 - ?)
- Robert M. Shepard (1973 - 1977)

**Premier partenaires n'appartenant pas à la famille

^ Partenaire en position manageriale
En résumé, il y a:
- 67 Partenaires généraux
- Partenaires avec le plus d'ancienneté: Jacob H. Schiff (45 ans), Felix M. Warburg (40 ans)